# 王建武
王建武（1958年8月—），河南洛宁人。中国人民解放军上将。中国共产党第十九届中央委员，曾任南部战区政委。

## 简历
长期在原济南军区服役，曾任第54集团军政治部副主任、主任，2010年7月晋升少将军衔，至迟在2013年1月接替张建设，出任原济南军区联勤部政委，成为正军级将领；2016年8月升任西藏军区政委，跻身副大军区级。2017年7月31日，晋升为中将军衔。2017年12月，出任中央军委政治工作部副主任。随后兼任中国人民解放军选举委员会委员、国务院扶贫开发领导小组副组长等职务。
2018年12月，升任南部战区政治委员，晋升正战区级。2019年10月1日，在庆祝中华人民共和国成立70周年大会阅兵式上率战旗方队。12月12日，晋升上将。